# Aerodramus papuensis
La salangana papú, salangana papúa o rabitojo papúa (Aerodramus papuensis) es una especie de ave apodiforme de la familia Apodidae endémica de Nueva Guinea.

## Descripción
La salangana papú mide alrededor de 14 cm de largo. El plumaje de sus partes superiores es de color pardo oscuro y más claro en las inferiores. Tiene tres dedos en cada pata en lugar de los cuatro habituales en el resto del género. Es capaz de ecolocalizar, pero a diferencia de las demás especies estudiadas del grupo que principalmente usan la ecolocaliación cuando vuelan en el interior de las cuevas, la salangana papú la usa en el exterior por la noche. Además esta especie emite clics simples, no dobles como la mayoría de los miembros de Aerodramus.

## Distribución
Se encuentra principalmente en el norte de la isla de Nueva Guinea, tanto en la parte perteneciente a Indonesia como en la de Papúa Nueva Guinea.